# Henk Elzerman

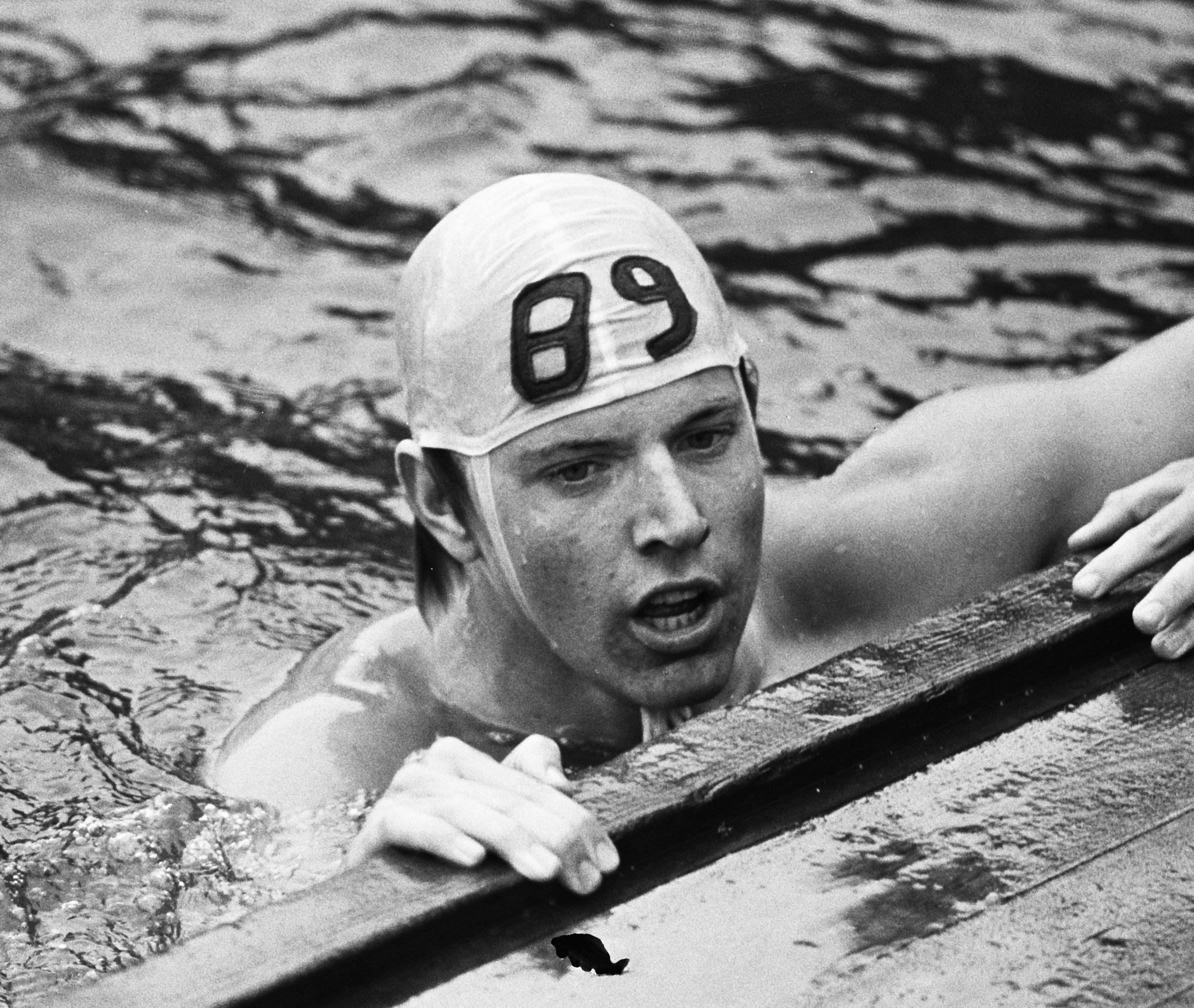
Henk Elzerman in 1975

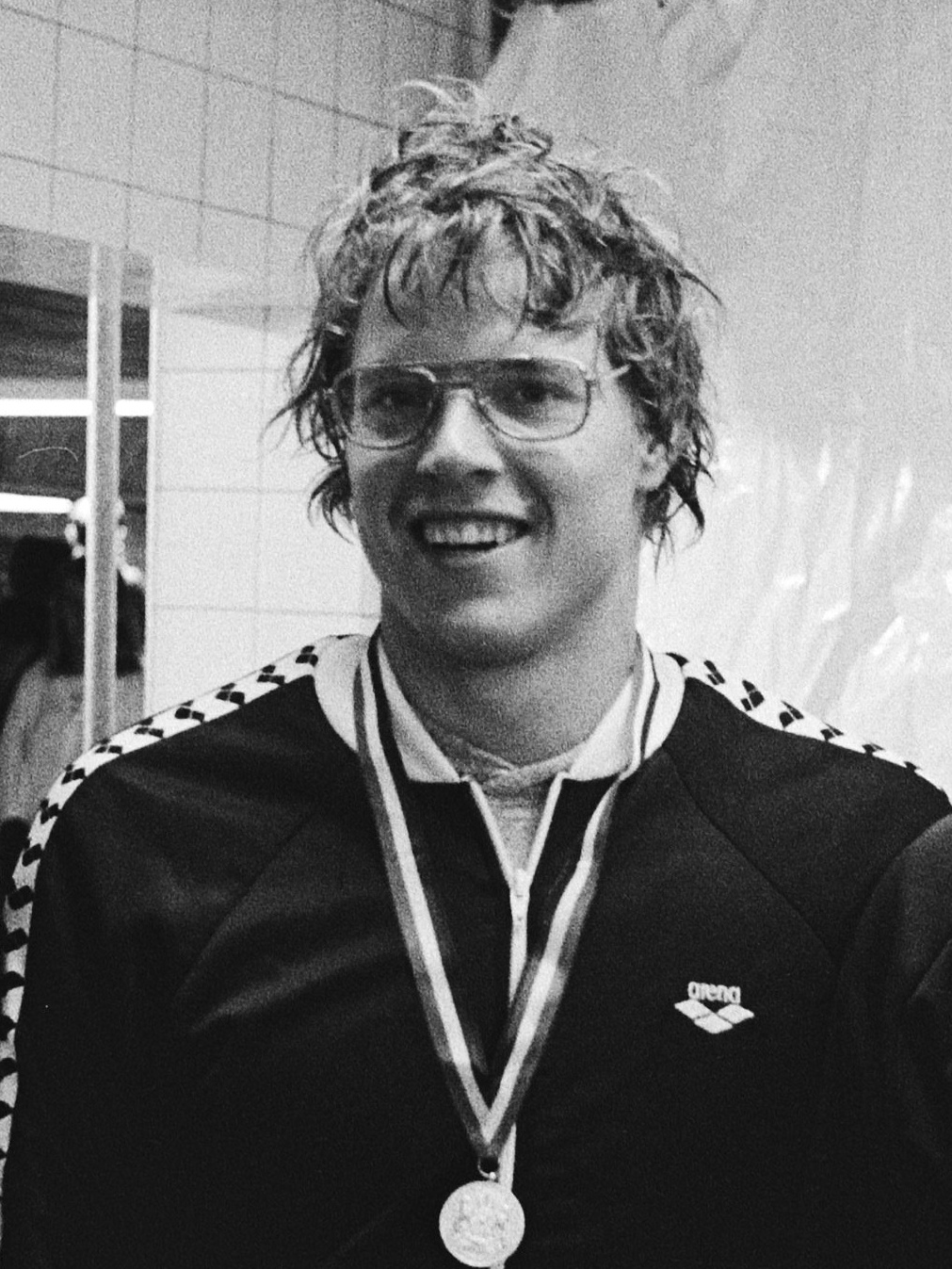
Henk Elzerman in 1979

Henk Elzerman (Den Haag, 18 september 1958) is een voormalig topzwemmer op de vrije slag, die namens Nederland eenmaal deelnam aan de Olympische Spelen: Montréal 1976. 
Elzerman, lid van zwemvereniging Zian uit Den Haag, was een specialist op de midden- en lange-afstand. Bij zijn eerste en enige olympische optreden strandde Elzerman op zijn individuele nummers, de 400 en de 1500 meter vrije slag, in beide gevallen in de ochtendseries: hij eindigde als zestiende op de 400 vrij (4.02,16) en als vijftiende op de moordende 1500 vrij (15.51,08). Met de estafetteploeg op de 4x200 meter vrije slag daarentegen drong hij als slotzwemmer wel door tot de finale, waarin het aflossingsteam - verder bestaande uit René van der Kuil (tweede zwemmer), Andre in het Veld (derde zwemmer) en startzwemmer Karim Ressang - uiteindelijk beslag legde op de zesde plaats met een tijd van 7.42,56.
Het was voor de eerste keer in de olympische geschiedenis dat Nederland de finale bereikte van de 'klassieke estafette'. Al kwam daar wel enig geluk bij kijken; de ploeg was in de series als negende geëindigd en daarmee dus uitgeschakeld, maar door de diskwalificatie van gastland Canada mocht het kwartet alsnog deelnemen aan de finale.
Elzerman is afkomstig uit een Haagse 'zwemfamilie'; zijn broer Hans en zijn zus Josien waren eveneens verdienstelijke zwemmers, die beiden deelnamen aan de Olympische Spelen van 1972 in München. 